# Rhegmoclema pallidum
Rhegmoclema pallidum är en tvåvingeart som beskrevs av Cook 1971. Rhegmoclema pallidum ingår i släktet Rhegmoclema och familjen dyngmyggor. Inga underarter finns listade i Catalogue of Life.